# Australia Meridional
Australia Meridional, o Australia del Sur (en inglés: South Australia) es uno de los seis estados que, junto con los dos territorios continentales y los seis insulares, conforman la Mancomunidad de Australia. Su capital y ciudad más poblada es Adelaida,  conocida como La ciudad de las iglesias. Está ubicado como su nombre lo indica al sur del país, limitando al norte con el Territorio del Norte, al noreste con Queensland, al este con Nueva Gales del Sur, al sureste con Victoria, al sur con la Gran Bahía Australiana y los golfos Spencer y Saint Vicent (océano Índico), y al oeste con Australia Occidental. Con una superficie terrestre de 983 482 km², es el cuarto estado o territorio más extenso, por detrás de Australia Occidental, Queensland y el Territorio del Norte.
La población tiende a concentrarse en las áreas fértiles a lo largo de la costa sureste y en la ribera del río Murray. Un alto porcentaje de los habitantes del estado vive en la ciudad de Adelaida (un 77,5 % en junio de 2018 según los datos proporcionados por Australian Bureau of Statistics).
El origen de Australia Meridional es singular en la historia del país ya que fue una provincia británica de libre colonización. La colonización oficial comenzó el 28 de diciembre de 1836 cuando se declaró el estado en el The Old Gum Tree por el gobernador Hindmarsh. La manera de colonizar esta parte de Australia se hizo siguiendo una teoría de Edward Gibbon Wakefield que más tarde fue utilizada para colonizar Nueva Zelanda. El objetivo era establecer la provincia como un centro de civilización para inmigrantes libres, tendría libertades civiles y tolerancia religiosa. Aunque su historia se ha visto marcada por dificultades económicas, Australia Meridional ha permanecido siendo un estado con innovación política y con una vida cultural vibrante. Hoy en día, el estado es conocido como el estado festivo y del buen vino.
La economía del estado se centra en el sector primario especialmente en la agricultura, la industria, la industria minera y el sector financiero han crecido significativamente.

## Historia
El primer avistamiento de la costa de Australia Meridional por parte de viajeros europeos fue en 1627 cuando la nave holandesa Gulden Zeepaert, examinó el litoral. François Thijssen llamó a su descubrimiento como la «tierra de Pieter Nuyts». El litoral fue cartografiado por primera vez por el británico Matthew Flinders y por Nicolas Baudin en 1802. Baudin, líder de la expedición francesa conocida como expedición Baudin (1800-04) se refirió a este territorio como «Terre Napoléon».
En 1834, el parlamento británico aprobó el Acta de Australia Meridional, que habilitó el establecimiento de la provincia de Australia Meridional. El acta promulgada estableció que se dotaría a la colonia con 802 511 kilómetros cuadrados y que estaría libre de convictos. El plan de la colonia era la encarnación ideal de las mejores virtudes de la sociedad británica, esto es, sin discriminación religiosa y sin colonos sin empleo.
La colonización se estableció en Kingscote (Isla Canguro), hasta que se seleccionó el lugar oficial para la colonia en el lugar en el que se encuentra actualmente Adelaida. Los primeros inmigrantes llegaron a la bahía de Holdfast (cerca de Glenelg) en noviembre de 1836 y la colonia fue proclamada el 28 de diciembre de 1836; actualmente se conoce a ese día en el estado como el Día de la Proclamación. Australia Meridional es el único estado australiano que fue colonizado por colonos libres (sin cargas penales).
La bandera de Australia Meridional se adoptó el 13 de enero de 1904. La divisa del estado se cree que fue diseñada por Roberto Craig de la Escuela de Artes de Adelaida.

## Geografía

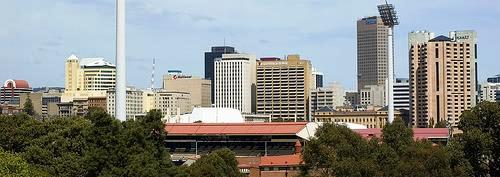
Adelaida, capital de la Australia Meridional.

Los terrenos del estado son extensiones de tierra árida y semiárida con algunos terrenos de monte bajo entre los que destacan Montes Lofty-Montes Flinders que es un sistema montañoso que se extiende unos 800 kilómetros desde Cabo Jervis hasta el norte del lago Torrens. El punto más alto en el estado no está en estas extensiones, sino en las montañas Musgrave en el extremo noroeste del estado, que contiene el Monte Woodroffe de 1435 m. La parte oeste del estado está prácticamente deshabitada. Más de cuatro quintos del territorio de Australia Meridional están por debajo de los 300 metros sobre el nivel del mar.
Las exportaciones principales del estado son de trigo, vino y lana. Más de la mitad de la producción de los vinos de Australia proviene de Australia Meridional.
Australia Meridional colinda con cada uno de los otros estados y territorios australianos a excepción del Territorio de la Capital Australiana (ACT, Canberra) y Tasmania. El Territorio del Norte fue en un principio el Territorio del Norte de Australia Meridional, llegando a ser un territorio independiente en 1911.
Australia Meridional también destaca por la poca presencia de ríos en su territorio, con la excepción del río Murray, el cual es el único permanente a lo largo de todo el año.

### Clima
La costa de Australia Meridional está flanqueada por el Océano Índico. Sus temperaturas medias oscilan entre los 29 °C de enero y los 15 °C en julio. Las temperaturas diurnas en algunas partes del estado en enero y febrero pueden subir hasta los 48 °C. El estado de Australia Meridional es el más seco de Australia, pues apenas un quinto de su área recibe una precipitación anual mayor a los 250 mm, y de ese quinto menos de la mitad cuenta con precipitaciones anuales mayores a los 400 mm. Las mayores precipitaciones ocurren a lo largo de las costas del sur, y en las zonas de mayor altitud (Montes Lofty y Montes Flinders). De hecho, las precipitaciones más cuantiosas tienen lugar cerca del Monte Lofty (con 1200 mm anuales). En contraposición, es en las inmediaciones del Lago Eyre donde menos precipitaciones anuales tienen lugar (apenas 150 mm o incluso menos).
No obstante, Australia Meridional apenas se ve afectada por fenómenos meteorológicos extremos, aparte de las sequías. Las tormentas violentas son bastantes raras, al igual que las inundaciones. El riesgo más importante en el estado son los incendios. Los incendios más devastadores tuvieron lugar en enero de 1939 y en febrero de 1983.
- Temperatura registrada más alta: 50.7 °C (123.3 °F), Oodnadatta, 2 de enero de 1960 (la temperatura más alta jamás registrada en toda Australia).

- Temperatura registrada más baja: -8.2 °C (17.2 °F), Yongala, 20 de julio de 1976.[18]

| Regiones: - Barossa Valley - Península Eyre - Península de Fleurieu - Flinders Ranges - Limestone Coast - Nullarbor Plain - Península de Yorke | Islas: - Isla Flinders - Granite Island - Hindmarsh Island - Isla Canguro - Neptune Island - Torrens Island - Thistle Island | Lagos: - Lago Albert - Lago Alexandrina - Lago Eyre - Lago Frome - Lago Gairdner - Lago Torrens | Ríos: - Río Murray - Río Onkaparinga - Río Port - Río Torrens |

## Economía

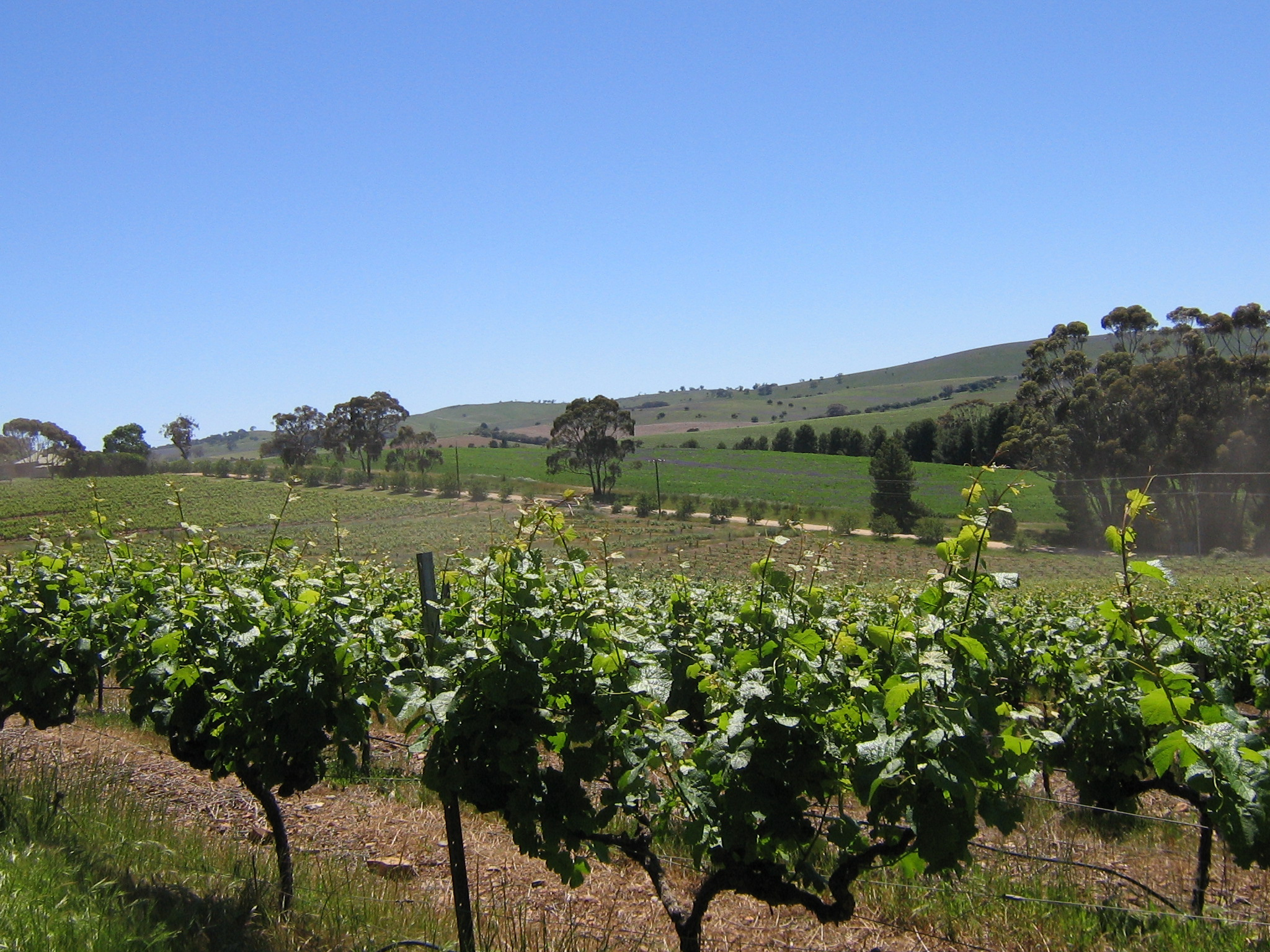
Viñedos en Clare Valley.

La industria juega un papel muy importante en la economía de Australia Meridional, generando aproximadamente el 15 % de la riqueza del estado y teniendo mucha importancia en la exportación. Esta industria produce automóviles, medicamentos, y tecnología de defensa. La economía de Australia Meridional se apoya más que la de ningún otro estado en la exportación. Las ganancias por la exportación están tienen un valor de 10 000 millones de dólares australianos y crecieron un 8.8 % de 2002 a 2003.
El desarrollo económico del sur de Australia se ha retrasado comparado con el resto de Australia durante un cierto tiempo (crecimiento económico del 2.1 % durante 2002), pero la economía parece mejorar (4.3 % durante 2003).
Para 2017-2018, el crecimiento económico del estado de Australia Meridional fue del 2,0 %, por lo tanto por debajo de la media nacional. Los sectores de su economía que más crecieron en ese período fueron la asistencia sanitaria y social (8,6 %), así como los servicios de electricidad, gas, agua y residuos (8,2 %, excediendo además a la media nacional), mientras que la agricultura, silvicultura y pesca se contrajeron un 12,0 %, en contraste con el espectacular crecimiento de 19,5 % para 2016-2017. Esta última cifra se explica por una anormalmente alta producción de trigo y otros cultivos, por lo que al volver a sus niveles de producción habituales, protagonizaron una caída importante del sector en cuanto a su contribución al PIB estatal.
Los sectores económicos en cuanto a proporción de empleados es:
| Sector económico                                | Porcentaje (%) |
| ----------------------------------------------- | -------------- |
| Asistencia sanitaria y social                   | 14,8 %         |
| Comercio minorista                              | 10,7 %         |
| Educación y formación                           | 8,7 %          |
| Manufactura                                     | 8,0 %          |
| Construcción                                    | 7,6 %          |
| Administración pública y seguridad              | 7,1 %          |
| Alojamiento y servicios alimentarios            | 6,7 %          |
| Servicios profesionales, científicos y técnicos | 5,5 %          |
| Transporte, servicios postales y logística      | 4,1 %          |
| Agricultura, silvicultura y pesca               | 4,0 %          |
| Otros servicios                                 | 3,9 %          |
| Servicios administrativos                       | 3,6 %          |
| Otras industrias                                | 3,3 %          |
| Comercio mayorista                              | 2,8 %          |
| Servicios financieros y seguros                 | 2,7 %          |
| Servicios artísticos y de recreación            | 1,4 %          |
| Telecomunicaciones                              | 1,3 %          |
| Inmobiliaria                                    | 1,3 %          |
| Minería                                         | 1,2 %          |
| Servicios de electricidad, gas, agua y residuos | 1,2 %          |

La tasa de desempleo en junio de 2018 en el estado de Australia Meridional era del 5,9 %, la segunda más alta de Australia continental (después de Queensland), y la tercera si se incluye el estado de Tasmania. Salvo en contadas ocasiones, el desempleo de la región ha permanecido ligeramente superior al de la media nacional.

### Sector primario
En cuanto al sector primario, se destaca la producción de trigo (el segundo mayor estado productor después de Australia Occidental). Hasta un séptimo de la producción de trigo en Australia proviene de Australia Meridional. La cebada también se ha convertido recientemente en cultivo de importancia, y de hecho una cuarta parte de la producción de cebada nacional ocurre en este estado. La producción ganadera oscila desde la crianza extensiva de reses en praderas en los desiertos del norte a la crianza intensiva de cerdos y aves de corral en los alrededores de Adelaida. El número de ovejas de Australia Meridional constituye aproximadamente una décima parte del total en Australia.
La producción intensiva de uvas, vegetales y de árboles frutales (especialmente naranjas), normalmente cultivadas por irrigación, representan un quinto de todas las explotaciones agrícolas.

## Energía
Australia Meridional es líder en la generación de energía renovable a gran escala y también produce gas y uranio para la generación de electricidad. La producción de gas se concentra principalmente en la Cuenca Cooper, en el noreste del estado. El gas se transporta desde estos yacimientos por gasoductos a usuarios interestatales y a Puerto Adelaida, donde alimenta tres centrales eléctricas de gas independientes. El uranio también se extrae en Australia Meridional, aunque la generación de energía nuclear está prohibida a nivel nacional. La mina Olympic Dam es el mayor depósito de uranio conocido del mundo y representa el 30 % del total mundial de recursos de uranio. Durante el siglo XXI se han puesto en funcionamiento numerosos parques eólicos y solares a gran escala, y también se ha identificado geología con potencial para la energía geotérmica, aunque aún no se ha desarrollado.
Durante el gobierno de Rann, Australia Meridional impulsó planes para convertirla en un centro de energía verde para la costa este de Australia. La energía eólica y la energía solar, incluida la energía solar distribuida en tejados, proporcionan actualmente gran parte de la electricidad del estado. En la década de 2020, surgieron propuestas para desarrollar la capacidad de producción y exportación de hidrógeno verde. En diciembre de 2021, Australia Meridional estableció un nuevo récord de generación y resiliencia de energía renovable, tras funcionar íntegramente con energía renovable durante 6,5 días consecutivos. En 2022, se afirmó que Australia Meridional pronto podría abastecerse exclusivamente con energía renovable.
El 70 % de la electricidad de Australia Meridional se genera a partir de fuentes renovables. Se proyecta que esta cifra alcance el 85 % para 2026, con el objetivo de alcanzar el 100 % para 2027.

### Combustibles fósiles
Históricamente, gran parte de la electricidad de Australia Meridional se generaba mediante centrales eléctricas de carbón. Incluso en 2002, Australia Meridional obtenía el 100 % de su suministro eléctrico de combustibles fósiles, y el 30 % se importaba de generadores de carbón de otros estados. El Electricity Trust of South Australia nacionalizó el principal generador privado y la red eléctrica que cubría la mayor parte de las zonas pobladas del estado en la década de 1940. Inicialmente, las centrales eléctricas quemaban carbón importado de los estados orientales de Australia. El gobierno decidió que Australia Meridional necesitaba ser más autosuficiente. En la década de 1950, estableció la mina de carbón Telford Cut cerca de Leigh Creek y construyó la central eléctrica Playford A cerca de Puerto Augusta, diseñada específicamente para quemar carbón de Australia Meridional. Le siguió en la década de 1960 la central eléctrica Playford B. La última y mayor central eléctrica de carbón construida en Australia Meridional fue la central eléctrica Northern, construida cerca de las centrales Playford en la década de 1980. También fue la última central eléctrica de carbón en cerrar, en 2016.
Desde el inicio del desarrollo del yacimiento de gas de Moomba en las décadas de 1950 y 1960, la electricidad se ha producido mediante generadores de gas a escala de servicios públicos. El mayor complejo generador de combustibles fósiles se encuentra en la península de Le Fevre, cerca de Port Adelaide, donde operan varias centrales eléctricas independientes. La mayor de ellas es la central eléctrica de Torrens Island, operada por AGL, con una capacidad de generación de 1280 MW. La siguiente en tamaño es la central eléctrica de Pelican Point, operada por Engie, con una capacidad de 478 MW. Los generadores de combustibles fósiles también se utilizan para abastecer operaciones mineras remotas y algunos municipios.

## Política y Gobierno
Australia Meridional es una monarquía constitucional, ya que los estados y territorios australianos forman la Mancomunidad de Australia (Commonwealth of Australia), siendo la cabeza del estado el rey Carlos III. Tiene un parlamento con dos cámaras: la Casa de la Asamblea (House of Assembly, cámara baja) y un Consejo Legislativo (Legislative Council, cámara alta), con elecciones legislativas que se celebran cada cuatro años. El primer ministro (Premier) actual de Australia Meridional es Steven Marshall, del Partido Liberal de Australia (Liberal Party of Australia).
Inicialmente el gobernador de Australia Meridional (el primer Gobernador fue John Hindmarsh) poseía un poder total que derivaba de la Patente del Gobierno Imperial de creación de la colonia. El Gobernador solo tenía que justificarse ante la Oficina Colonial Británica, por lo que la democracia no existía en la colonia. Se creó en 1843 un cuerpo para aconsejar al Gobernador sobre la administración de Australia Meridional, a este brazo administrativo se le denominó Consejo Legislativo. El Consejo Legislativo estaba formado por 3 representantes del Gobierno Británico y de 4 colonos elegidos por el gobernador. El Gobernador mantenía un poder ejecutivo absoluto.
En 1851, el Parlamento Imperial decretó el Acta de Gobierno de las Colonias Australianas que permitía la elección de representantes a cada uno de los Consejos Legislativos Coloniales y el esbozo de una Constitución. Más tarde ese año los colonos varones sanos pudieron votar por 16 miembros de un total de 24 escaños que tenía el Consejo Legislativo (8 de los miembros del consejo legislativo seguían siendo nombrados por el gobernador). La labor principal de este cuerpo fue la creación del borrador de una Constitución para Australia Meridional. El consejo legislativo creó el borrador más democrático que se había visto hasta el momento en todo el Imperio Británico y por ejemplo otorgaba el sufragio masculino.
Se creó el Parlamento de Australia Meridional y las dos casas del Parlamento (de las que se ha hablado antes). Por primera vez en la colonia, el poder ejecutivo fue elegido por el pueblo y la colonia utilizó el sistema Westminster, donde el gobierno es el partido o coalición con más votos pero donde al Líder de la oposición se le asigna un papel fuerte como presidente del "Shadow Cabinet" (gobierno en la sombra). En 1894, Australia Meridional fue la primera colonia australiana en permitir el sufragio femenino y su parlamento fue uno de los primeros en permitir a la mujer ser miembro electo del mismo. Australia Meridional fue uno de los miembros originales en la creación de la Commonwealth de Australia el 1 de enero de 1901.
La composición actual de la Cámara de la Asamblea se determinó en 2022. Es la siguiente:
|  | 39.97 % |

|  | 35.67 % |

|  | 7.25 % |

|  | 54.59 % |

|  | 45.41 % |

|  | 96.77 % |

|  | 3.23 % |

|  | 100 % |

|  | 89.02 % |

## Demografía
Con una población de 1 742 744 en diciembre de 2018, la gran mayoría de la población del estado se concentra en el área metropolitana de Adelaida, con 1 345 777 habitantes (2018). Otras localidades de importancia en cuanto a su número de población son Mount Gambier (28 684), Whyalla (21 751) y Murray Bridge (17 559). La tendencia actual de población es un éxodo desde las zonas rurales a las urbanas, por lo que Adelaida continúa expandiéndose.
La edad media en junio de 2018 se colocó en 40,0 años, la segunda más alta del país después de Tasmania. Aquellas zonas costeras con amplia presencia de jubilados (como la Península de Yorke y la Península de Fleurieu) son las zonas que presentan una edad media más elevada, mientras que la ciudad de Adelaida, Anangu Pitjantjatjara Yankunytjatjara —un área de gobierno local con alta presencia de población aborigen e isleños del estrecho de Torres—, así como algunos suburbios del norte (Munno Para West, Davoren Park y Angle Vale) cuentan con la población más joven del estado.
Al igual que en el resto de Australia, la composición étnica de Australia Meridional ha cambiado notablemente desde la Segunda Guerra Mundial. Previo a esta, la mayor parte de la población afirmaba ser de origen británico, situación que ha ido mudando hacia una población más diversa y multicultural. Así, a principios del siglo XXI, alrededor de un quinto de la población del estado nacieron en el extranjero.
La tasa de crecimiento de la población solo ha excedido a la del conjunto de Australia en dos ocasiones. La primera de ellas tuvo lugar entre 1861 y 1881, y fue debida a un rápido desarrollo del cultivo del trigo y de minas de cobre. La segunda, acaecida entre 1947 y 1966, estuvo asociada con un programa lanzado por el gobierno federal (y también del estado) de inmigración europea. En esta época además crecieron rápidamente actividades manufactureras. La inmigración europea trajo consigo nuevos habitantes de países de habla no inglesa, principalmente italianos, griegos, alemanes, neerlandeses, así como de países del bloque del este. Junto a esas nacionalidades, también llegó un influjo de inmigrantes británicos. Desde entonces, y partir del último cuarto del siglo XX, la llegada de habitantes foráneos ha sido menor, y en su mayoría provenientes del Reino Unido, Nueva Zelanda, países del Sudeste Asiático y Europa.

### Educación
La Educación es obligatoria para todos los menores de 16 años, sin embargo la mayoría de los estudiantes permanecen en el colegio hasta que finalizan los estudios que les acreditan el título SACE (South Australian Certificate of Education, Certificado de Educación de Australia Meridional)
Desde el 1 de enero de 2009 la educación obligatoria se ampliará un año más.
Existen tres universidades en Australia Meridional: La Universidad de Adelaida (University of Adelaide), la Universidad Flinders (Flinders University) y la Universidad de Australia Meridional (University of South Australia). Todas tienen su sede en Adelaida, aunque la Universidad de Australia Meridional tiene campus en Whyalla y en Mount Gambier.
Existen escuelas de formación profesional en todo el estado.

### Lenguas
El idioma principal es el Inglés, existe un dialecto llamado inglés de Australia Meridional que es la variedad de inglés que se habla en el estado australiano de Australia Meridional. Al igual que las demás variedades regionales del inglés australiano, estas presentan vocabularios distintivos. En menor medida, también existen algunas diferencias en la fonología (pronunciación). Existe una influencia significativa de grupos minoritarios dentro del estado, como la comunidad étnica alemana, una parte considerable de la cual habla alemán de Barossa.
Existen cuatro variedades regionales de inglés en Australia Meridional: inglés de Adelaida, inglés de la península de Eyre y Yorke, inglés del sureste de Australia Meridional y inglés del norte de Australia Meridional. Si bien existen muchos puntos en común, cada una presenta sus propias variaciones de vocabulario.
Si bien algunas palabras atribuidas a los habitantes de Australia Meridional se utilizan en otras partes de Australia, muchas palabras regionales genuinas se utilizan en todo el estado. Algunas de estas son de origen alemán, lo que refleja los orígenes de muchos de los primeros colonos. Tal era la concentración de hablantes de alemán en el valle de Barossa y sus alrededores, que se ha sugerido que hablaban su propio dialecto del alemán, conocido como "alemán de Barossa". La influencia de la herencia alemana de Australia Meridional se evidencia en la adopción en el dialecto de cierto vocabulario alemán o con influencia alemana.
Una de estas palabras locales de origen alemán es "butcher", nombre dado a un vaso de cerveza de 200 ml (7,0 onzas líquidas imperiales; 6,8 onzas líquidas estadounidenses), que se cree que deriva del alemán Becher, que significa taza o jarro. "Butcher" se atribuye más comúnmente a los taberneros de Adelaida que guardaban estos vasos más pequeños para los trabajadores del matadero que llegaban directamente del trabajo a tomar algo antes de irse a casa.
La carne procesada para almuerzo se conoce como "fritz" en Australia Meridional, mientras que en otros estados se le conoce como devon, stras o polony.
Otra palabra exclusiva de Australia Meridional es "Stobie pole", que es el poste utilizado para sostener las líneas eléctricas y telefónicas. Fue inventado en Australia Meridional por James Stobie en 1924.
Los mineros de Cornualles representaron otra ola significativa de inmigrantes tempranos y aportaron palabras del idioma córnico, como "wheal" (del córnico hwel, "mina"), que se conserva en muchos topónimos.
Los dialectos de Australia Meridional también conservan otros usos del inglés británico que no se encuentran en otras partes de Australia: por ejemplo, los agricultores usan "reap" y "reaping", así como "harvest" y "harvesting".
En inglés australiano, la pronunciación varía regionalmente según el tipo de vocal que precede a los sonidos nd, ns, nt, nce, nch y mple, y la pronunciación del sufijo "-mand". En palabras como "chance", "plant", "branch", "sample" y "demand", la gran mayoría de los australianos usa la vocal plana /æ/ TRAP.
En Australia Meridional, sin embargo, hay una alta proporción de personas que usan la vocal amplia /aː/ PALM en palabras de BATH. Por ejemplo, una encuesta de pronunciación realizada en 1995 en diferentes ciudades reveló que el 86 % de los encuestados en Adelaida pronunciaban grafo con /aː/, mientras que el 100 % de los encuestados en Hobart y el 70 % de los encuestados en Melbourne utilizaban /æ/.
Debido a la prevalencia de la A ancha de Australia del Sur, el acento de Australia del Sur parece estar más próximo al inglés australiano cultivado que a otros dialectos estatales.
La tendencia de algunos sonidos /l/ a convertirse en vocales (vocalización /l/) es más común en Australia del Sur que en otros estados. "Hurled", por ejemplo, en Australia del Sur tiene una /l/ semivocalizada, lo que da lugar a la pronunciación [həːʊ̯d], mientras que en otros estados la /l/ se pronuncia como consonante. La "l" es semivocalizada; por ejemplo, "milk" se pronuncia como [mɪʊ̯k] y "hill" como [hɪʊ̯].

## Transporte

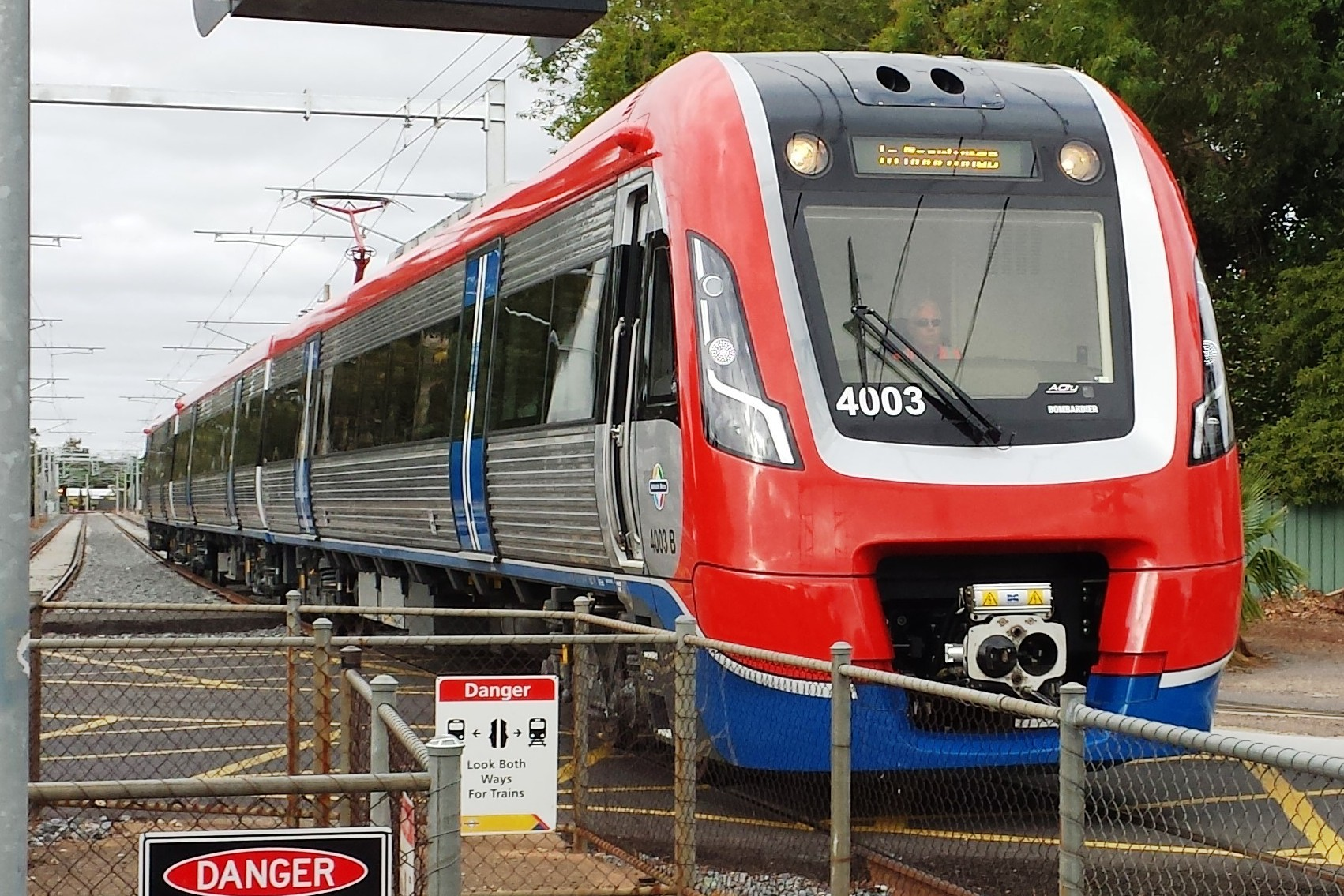
Tren de la clase A-City 4000 del Metro de Adelaida, utilizado para el transporte ferroviario de cercanías en esa ciudad

Después de la colonización, la forma principal de transporte en Australia del Sur fue el transporte marítimo. El transporte terrestre, limitado, se realizaba con caballos y bueyes. A mediados del siglo XIX, el estado comenzó a desarrollar una extensa red ferroviaria, aunque la red de transporte costero por barco continuó hasta el período de posguerra.
Con la llegada del transporte motorizado, las carreteras comenzaron a mejorar. Para finales del siglo XIX, el transporte por carretera dominaba el transporte interno en Australia del Sur.
Australia del Sur tiene cuatro conexiones ferroviarias interestatales: a Perth a través de la llanura de Nullarbor, a Darwin a través del centro del continente, a Nueva Gales del Sur a través de Broken Hill y a Melbourne, que es la capital más cercana a Adelaida.
El transporte ferroviario fue importante para muchas minas en el norte del estado. La capital, Adelaida, tiene una red de trenes de cercanías compuesta por unidades múltiples eléctricas y diésel-eléctricas, con un total de 7 líneas.

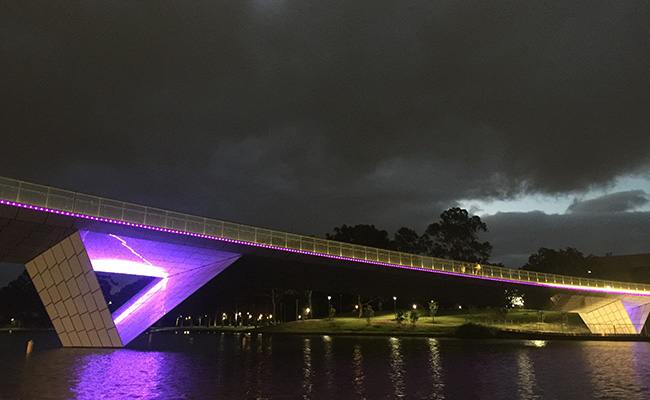
Puente de Riverbank

Australia del Sur cuenta con extensas redes de carreteras que conectan ciudades y otros estados. Las carreteras son también la forma más común de transporte dentro de las principales áreas metropolitanas, donde predomina el uso del coche. El transporte público en Adelaida se compone principalmente de autobuses y tranvías con servicios regulares durante todo el día.
El Aeropuerto de Adelaida ofrece vuelos regulares a otras capitales, a las principales ciudades de Australia del Sur y a muchas ubicaciones internacionales. El aeropuerto también tiene vuelos diarios a varios centros de conexión asiáticos. Los autobuses J1 y J1X de Adelaide Metro[84] conectan con la ciudad (con un tiempo de viaje de aproximadamente 30 minutos), además de otros servicios a otras partes de Adelaida. Se aplican tarifas estándar y los billetes se pueden comprar en una máquina expendedora en la parada del autobús del aeropuerto. El cargo máximo (septiembre de 2016) para un Metroticket es de $5.30; se pueden aplicar descuentos fuera de las horas pico y para personas mayores.

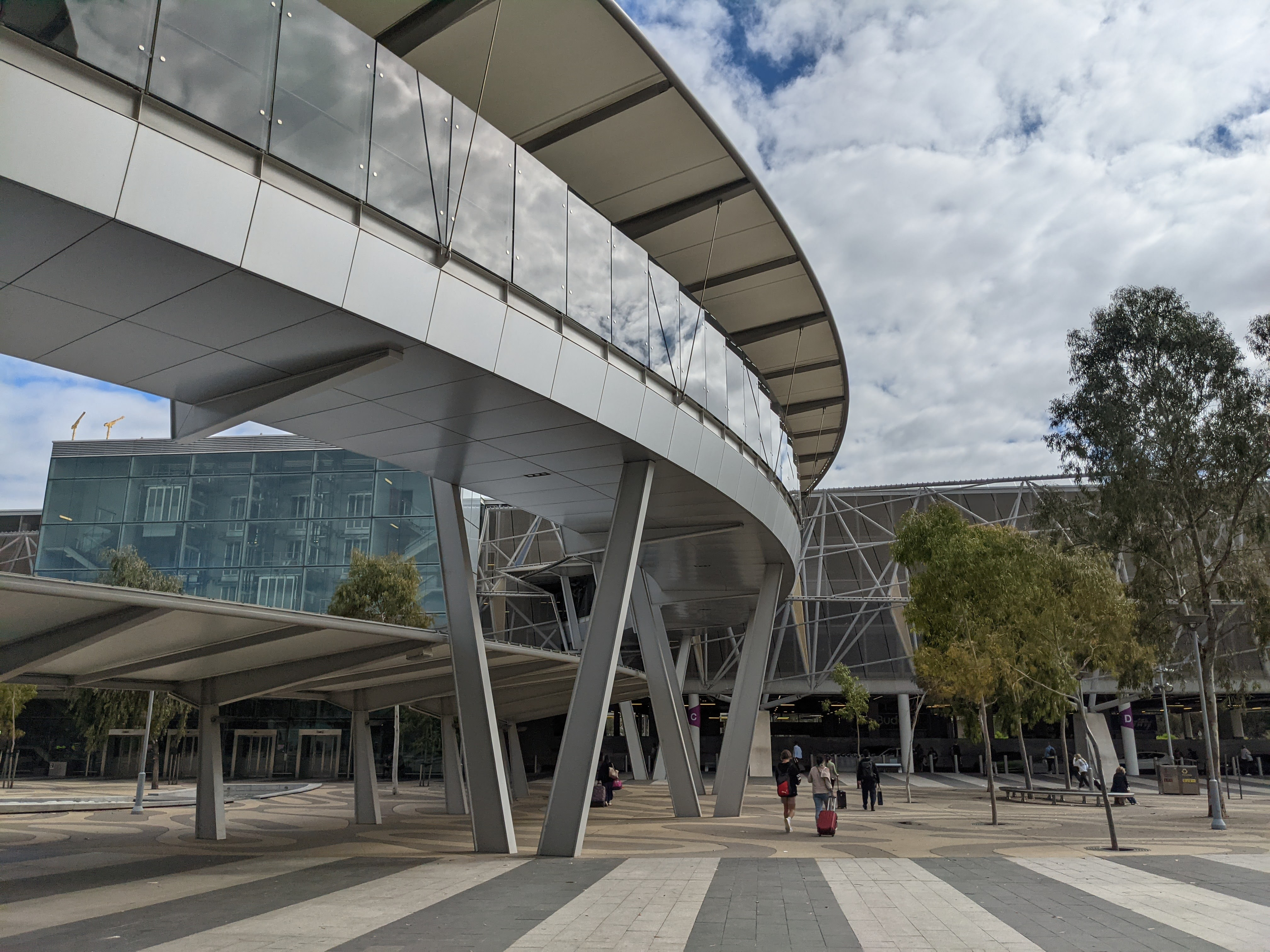
Aeropuerto Internacional de Adelaida

El río Murray fue en su momento una importante ruta comercial para Australia del Sur, con barcos de vapor de rueda que conectaban las áreas del interior y el océano en Goolwa.
Australia del Sur tiene un puerto de contenedores en Port Adelaide. También hay numerosos puertos importantes a lo largo de la costa para el transporte de minerales y granos.
La terminal de pasajeros en Port Adelaide recibe de forma intermitente a una variedad de cruceros.
La isla Canguro (Kangaroo Island) depende del servicio de ferry Sea Link que opera entre Cabo Jervis y Penneshaw.

## Deporte
No hay duda de que el deporte que más entusiasmo e interés concita entre los australianos meridionales es el fútbol australiano. Aproximadamente el 2,2 % de los habitantes del estado mayores de 18 años participan en equipos de fútbol australiano. Australia Meridional tiene dos equipos en la AFL (Australian Football League, Liga de Fútbol Australiana): los Adelaide Crows (los Cuervos de Adelaida) y Port Adelaide Power. Los Adelaide Crows tienen 50 000 socios que son más que cualquiera de los otros 15 equipos de la liga.
El cricket cuenta también con adeptos. El fútbol y el baloncesto tienen también cierta popularidad.

### Fútbol australiano
El fútbol australiano es el deporte con más espectadores en Australia Meridional. En 2006, los habitantes de Australia Meridional registraron la mayor tasa de asistencia a este deporte de todos los estados, con un 31 % de asistencia a un partido en los doce meses anteriores. Australia Meridional cuenta con dos equipos en la Liga Australiana de Fútbol (AFL): el Adelaide Football Club y el Port Adelaide Football Club. Ambos equipos mantienen una intensa rivalidad conocida como el Showdown. La sede tradicional del fútbol australiano en Australia Meridional era Football Park, en el suburbio occidental de West Lakes, que fue el estadio de ambos equipos de la AFL hasta 2013. Desde 2014, ambos equipos han utilizado el Adelaide Oval, cerca del centro de la ciudad, como su estadio.
La Liga Nacional de Fútbol de Australia del Sur (SANFL), que era la liga principal del estado antes de la llegada de la Liga Australiana de Fútbol, es una popular liga local compuesta por diez equipos: Sturt, Port Adelaide, Adelaide, West Adelaide, South Adelaide, North Adelaide, Norwood, Woodville/West Torrens, Glenelg y Central District.
La Liga de Fútbol de Adelaida está compuesta por 68 clubes miembros que juegan más de 110 partidos semanales en diez divisiones sénior y tres divisiones juveniles. Es una de las asociaciones de fútbol australiano más grandes y sólidas de Australia.

### Críquet
El críquet tiene una larga historia en Australia Meridional, cuyos primeros partidos se jugaron en 1839. Tras la fundación de la Asociación de Críquet de Australia Meridional (SACA) en 1871, se organizaron partidos regulares de clubes. Actualmente, la SACA rige la competición Premier Cricket de Australia Meridional, además de todas las modalidades de críquet nacional en el estado. El críquet es el deporte de verano más popular en Australia Meridional, con 39.000 jugadores de club, tanto en categorías júnior como sénior, en 2023.
A nivel profesional, el equipo de críquet de Australia Meridional representa al estado en competiciones masculinas, como la Sheffield Shield y la One-Day Cup. El equipo femenino de críquet de Australia Meridional representa al estado en la Liga Nacional de Críquet Femenina. Australia Meridional también recibe a los Adelaide Strikers en la Twenty20 Big Bash League y a su equipo femenino en la Women's Big Bash League. Los partidos se celebran en el Adelaide Oval y el Karen Rolton Oval, en Adelaide Parklands.
El críquet internacional también se celebra en Australia Meridional, con partidos que se disputan en el Adelaide Oval. El recinto albergó partidos tanto de la Copa Mundial de Críquet masculina de 1992 como de la Copa Mundial de Críquet de 2015. El Adelaide Oval también se utilizó durante la Copa Mundial ICC T20 Masculina de 2022. Fuera de Adelaida, el críquet internacional también se ha jugado en Berri, Australia Meridional, donde el Berri Oval albergó un partido durante la Copa Mundial de Críquet de 1992.

### Fútbol
El Adelaide United representa a Australia Meridional en fútbol, tanto en la A-League masculina como en la W-League femenina. Su estadio local es el Hindmarsh Stadium (Coopers Stadium), pero anteriormente disputó partidos ocasionales en el Adelaide Oval.
El club se fundó en 2003 y es el campeón de la A-League en la temporada 2015-16. También fue campeón en la temporada inaugural de la A-League, 2005-06, terminando con 7 puntos de ventaja sobre el resto de la competición, antes de quedar tercero en la final. El Adelaide United también fue finalista en las temporadas 2006-07 y 2008-09. El Adelaide es el único club de la A-League que ha superado la fase de grupos de la Liga de Campeones Asiática en más de una ocasión.
El Adelaide City sigue siendo el club más laureado de Australia Meridional, con tres títulos de la Liga Nacional de Fútbol (NSL) y tres Copas de la NSL. El City fue el primer equipo de Australia Meridional en ganar un título continental al alzarse con el Campeonato de Clubes de Oceanía de 1987, y también ha ganado un récord de 17 campeonatos de Australia Meridional y 17 Copas Federación.
El West Adelaide se convirtió en el primer club de Australia Meridional en coronarse campeón australiano al ganar la Liga Nacional de Fútbol de 1978. Al igual que el City, ahora compite en la Liga Premier Nacional de Australia Meridional y ambos clubes disputan el derbi de Adelaida.

### Baloncesto
El baloncesto también tiene una gran afición en Australia Meridional, con los Adelaide 36ers jugando en el Adelaide Entertainment Centre. Los 36ers han ganado cuatro campeonatos en los últimos 20 años en la Liga Nacional de Baloncesto. El Adelaide Entertainment Centre, ubicado en Hindmarsh, es la cuna del baloncesto en el estado.
Mount Gambier también cuenta con un equipo nacional de baloncesto: los Mount Gambier Pioneers. Los Pioneers juegan en el Icehouse (Estadio de Baloncesto Bern Bruning), con capacidad para más de 1000 personas y sede de la Asociación de Baloncesto de Mount Gambier. Los Pioneers ganaron la Conferencia Sur en 2003 y la final en 2003; este equipo quedó clasificado segundo entre los cinco mejores equipos de la historia de la liga. En 2012, el club inició su 25.ª temporada con una plantilla de 10 jugadores senior (dos importados) y tres jugadores de la plantilla de desarrollo.

### Deportes de motor
La principal serie australiana de deportes de motor, el Campeonato de Supercars, ha visitado Australia Meridional cada año desde 1999. El evento de Supercars de Australia Meridional, la Adelaide 500, se celebra en el Circuito Urbano de Adelaida, una pista temporal que discurre por las calles y parques al este del centro de la ciudad de Adelaida. La asistencia al evento de 2022 alcanzó un total de 258.200 personas. Una versión anterior del Circuito Urbano de Adelaida albergó el Gran Premio de Australia, una prueba del Campeonato Mundial de Fórmula Uno de la FIA, cada año entre 1985 y 1995.
El Mallala Motor Sport Park, un circuito permanente ubicado cerca de la ciudad de Mallala, a 58 km al norte de Adelaida, acoge deportes de motor tanto a nivel estatal como nacional durante todo el año.
El Bend Motorsport Park es otro circuito permanente, ubicado a las afueras de Tailem Bend.

### Rugby League
En Australia Meridional, la liga de rugby se ha jugado a nivel amateur desde la década de 1940. El organismo rector es la NRL South Australia. Australia Meridional albergó un club profesional, los Adelaide Rams, entre 1997 y 1998.
La primera vez que se jugó rugby league en Australia Meridional ocurrió durante la gira de los Great Britain Lions por Australia y Nueva Zelanda en 1914, cuando los Lions vencieron a South Australia por 101-0 en el Hawthorn Oval ante 2500 espectadores.
La actividad actual de rugby league en el estado se remonta a la década de 1940, cuando el equipo de rugby union de Port Adelaide se separó y se pasó al rugby league. La primera competición comenzó en 1947 con cinco clubes. South Sydney jugó contra un equipo de Australia Meridional en 1945, al que vencieron por 45-10.
El rugby league llegó a Australia Meridional el 28 de junio de 1991, cuando los St George Dragons derrotaron a los Balmain Tigers ante 28.884 aficionados en el Adelaide Oval, en su partido de la 14.ª jornada de la temporada 1991 de la NSWRL. Este sería el primero de cinco años consecutivos en que los Dragons (patrocinados por la empresa vinícola sudaustraliana Penfolds) jugarían un partido como locales por temporada en el Adelaide Oval. La asistencia también se convirtió en la mayor de la NSWRL en una ronda menor de la temporada de 1991.
El único equipo profesional de rugby league de Australia Meridional, los Adelaide Rams, tuvo una existencia corta pero llena de acontecimientos. Originalmente, la Liga Australiana de Rugby (ARL) planeó trasladar a Adelaida uno de los equipos de Sídney con dificultades, pero la guerra de la Superliga y la decisión de la SARL de aliarse con la Superliga financiada por News Ltd en 1995 acabaron con la necesidad de la ARL de tener un equipo en Adelaida, y la ARL volvió a centrarse en Melbourne. Más tarde, en 1995, con la Superliga aún compuesta por solo nueve equipos y la Liga Victoriana de Rugby aún alineada con la ARL, se decidió otorgar a Adelaida su décima licencia de la Superliga.
En 1995, la ARL ganó su batalla legal contra la Superliga en el Tribunal Supremo, lo que impidió que la competición rebelde comenzara su primera temporada en 1996. Sin embargo, esto resultó ser solo temporal, ya que la decisión fue revocada en apelación y la Superliga comenzaría su nueva competición en 1997, con los Adelaide Rams como uno de los equipos participantes.
Creados para la temporada 1997 de la Superliga, los Rams tuvieron un éxito inmediato, atrayendo a 27.435 espectadores a su primer partido como local en el Adelaide Oval contra los también recién llegados, los Hunter Mariners (los Mariners con sede en Newcastle, Nueva Gales del Sur). Sin embargo, los resultados resultarían esquivos para el nuevo club, que terminó su temporada inaugural en el noveno puesto. Sin embargo, cosechó cierto éxito contra equipos más fuertes, con victorias sobre los Auckland Warriors (fuera de casa), los eventuales finalistas Cronulla (fuera de casa) y los Penrith Panthers en su último partido en casa del año.
En 1998, fueron seleccionados para unirse a la Liga Nacional de Rugby (NRL), compuesta por 20 equipos. Sin embargo, abundaban los rumores de que serían eliminados de la temporada 1999 como parte de la racionalización de los equipos (de 20 a 16) en la competición. La afluencia de público disminuyó en 1998, ya que los resultados en el campo seguían siendo insuficientes para el equipo, y una disputa por jugar en el Adelaide Oval provocó que los Rams se trasladaran al Hindmarsh Stadium para las últimas cuatro jornadas de la temporada. Los malos resultados en el campo también provocaron el despido del entrenador principal, Rod Reddy, a mitad de temporada y su reemplazo por Dean Lance. Los Rams terminaron su última temporada en el puesto 17, con un récord de 7-17 en victorias y derrotas.
El club llegó hasta su debut en la temporada 1999 de la NRL antes de que News Ltd, su propietario, acordara liquidarlo antes del inicio de la temporada.

## Crimen
La Policía de Australia Meridional (SAPOL), diversos tribunales estatales y federales del sistema de justicia penal y el Departamento de Servicios Correccionales, que administra las prisiones y el centro de prisión preventiva, previenen la delincuencia en Australia Meridional.
Las estadísticas de delincuencia para todas las categorías de delitos en el estado se ofrecen en el sitio web de SAPOL, en forma de totales acumulados de 12 meses. Las estadísticas de delincuencia de la Encuesta Nacional de Victimización Criminal de la ABS 2017-18 muestran que, entre los años 2008-09 y 2017-18, la tasa de victimización en Australia Meridional disminuyó en casos de agresión y la mayoría de los delitos domésticos.
En 2013, Adelaida fue clasificada como la capital más segura del país.
Uno de los crímenes sin resolver más enigmáticos de Australia, el caso Tamam Shud, involucra el descubrimiento de un hombre no identificado en Somerton Beach, Adelaida. El caso sigue sin resolverse, lo que ha inspirado libros como Tamam Shud: El Misterio del Hombre Somerton (2012) de Kerry Greenwood y adaptaciones de ficción.
En los últimos años se ha vivido una intensa controversia política sobre la delincuencia juvenil. La oposición de Australia Meridional ha calificado la situación de "crisis", citando un aumento de los casos en los Tribunales de Menores de 4700 (2019-20) a 5800 (2022-23). El portavoz de la oposición, Jack Batty, aboga por leyes de fianza más estrictas y un mayor control policial, mientras que el gobierno atribuye el aumento a las interrupciones causadas por la COVID-19 y prioriza la rehabilitación.
Australia Meridional mantiene la edad de responsabilidad penal en los 10 años, a pesar de los llamamientos de activistas y de la ONU para elevarla a los 14. El Comisionado de Policía Grant Stevens reconoce los desafíos que presenta la reincidencia, pero observa una disminución a largo plazo de la delincuencia juvenil, rechazando las afirmaciones de una "crisis" sistémica.
En 2013, Adelaida se clasificó como la ciudad más segura del país, con la tasa más baja de delincuencia per cápita. A junio de 2018, las tasas de delincuencia en todo el estado habían seguido disminuyendo. En el período 2023-2024, Australia Meridional registró 24.745 delincuentes procesados por la policía, lo que representa una disminución del 4 % con respecto al año anterior. Al ajustar los cambios de población, la tasa de delincuencia disminuyó a 1.487 delincuentes por cada 100.000 personas de 10 años o más, frente a los 1.575 del período 2022-2023. Esta tendencia a la baja contrasta con los debates sobre categorías específicas, como la delincuencia juvenil, que siguen siendo políticamente polémicos.